# Мезонсель-сюр-Ажон
Мезонсе́ль-сюр-Ажо́н (фр. Maisoncelles-sur-Ajon) — коммуна во Франции, находится в регионе Нижняя Нормандия. Департамент коммуны — Кальвадос. Входит в состав кантона Вилле-Бокаж. Округ коммуны — Кан.
Код INSEE коммуны — 14390.

## Население
Население коммуны на 2010 год составляло 202 человека.
| 1962 | 1968 | 1975 | 1982 | 1990 | 1999 | 2010 |
| ---- | ---- | ---- | ---- | ---- | ---- | ---- |
| 135  | 142  | 166  | 142  | 169  | 182  | 202  |

## Экономика
В 2010 году среди 129 человек трудоспособного возраста (15—64 лет) 100 были экономически активными, 29 — неактивными (показатель активности — 77,5 %, в 1999 году было 72,6 %). Из 100 активных жителей работали 94 человека (54 мужчины и 40 женщин), безработных было 6 (1 мужчина и 5 женщин). Среди 29 неактивных 10 человек были учениками или студентами, 11 — пенсионерами, 8 были неактивными по другим причинам.